# Moore Reefs
Moore Reefs är ett rev i Korallhavsöarna i Australien.